# Knoldet mjødurt
Knoldet mjødurt (Filipendula vulgaris) er en 50-70 cm høj, rosetdannende, vintergrøn, flerårig urt med en flad, fingrenet vækstform og store toppe af hvide blomster fra Rosen-familien. På grund af de hvide blomster bliver arten dyrket i haver og parker.

## Beskrivelse
Knoldet mjødurt er en rosetdannende, vintergrøn flerårig urt med en flad, fingrenet vækstform. Bladene er mellembrudt fjersnitdelte (ses også hos f.eks. Kartoffel og Agermåne) med mellem 8 og 30 bladpar. Ribberne er lyse og stive, og bladranden er takket. Oversiden er blank og mørkegrøn, mens undersiden er lyst grågrøn. Bladene er vintergrønne, dvs. at de holder sig friske til langt ud på vinteren. Blomsterne er 5-8-tallige og først lyseråde i knop og flødehvide som udsprungne. De sidder samlet i store stande for enden af høje, næsten bladløse stilke. Frøene, er hårede flerfoldsfrugter, som modner godt og spirer villigt på solåbent land.
Rodsystemet består af en lodret jordstængel og en kraftig og dybtgående pælerod med trævlede, siderødder, som bærer tykke knolde med oplagsnæring (her af navnet Knoldet).
Højde x bredde og årlig tilvækst: 0,25 x 0,50 (25 x 2 cm/år), men blomsterstandene når dog op i 0,50-0,70 m højde.

## Udbredelse
Knoldet Mjødurt har sin hovedudbredelse fra Europa (mod Atlanterhavet) i vest til det sydvestlige Sibiren i øst, og fra det sydlige Skandinavien til Nordafrika. Findes også i Nordamerika, hvor den sandsynligvis har naturaliseret sig fra haver.
I Danmark findes den hist og her på Øerne og i Østjylland samt ved Limfjorden. Selv om i Den Danske Rødliste fra 2019 vurderes som Livskraftig, så er arten gået tilbage mellem 1965 og 2015, blandt andet i de indre dele af Sjælland.

## Habitat
Knoldet mjødurt er en typisk steppeplante, men vokser dog i Danmark på tørre, solrige græsarealer (overdrev), på skrænter, bakker og i tørre enge, hvor den findes sammen med andre flerårige urter og enkelte, tornede og giftige buske.
På Ørnebjerg nordøst for Tissø, Vestsjælland, findes arten i et fredet overdrev sammen med bl.a. alm. guldstjerne, alm. kamgræs, alm. knopurt, alm. kongepen, alm. kællingetand, blåklokke, dunet vejbred, hulkravet kodriver, hundeviol, hvidkløver, håret star, kantet perikon, kornet stenbræk, lancetvejbred, lægeærenpris, prikbladet perikon, rødkløver, tjærenellike, tyndakset gøgeurt, vellugtende gulaks og vårvikke.

## Galleri
- Vækstform
- Blade
- Blomster
- Blomsterstand
- Biotop

| Portal | Portal:Botanik |